# Giulio Zardo
Giulio Zardo (Montréal, 14 luglio 1980) è un bobbista canadese.

## Biografia
Viene ricordato come vincitore di una medaglia d'argento nella sua disciplina, ottenuta ai campionati mondiali del 2003 (edizione tenutasi a Lake Placid, Stati Uniti d'America) insieme al connazionale Pierre Lueders: l'oro e il bronzo andarono alla Germania. Nel 2004 vinse la medaglia d'oro sempre nella stessa disciplina.